# Hôtel de Rambouillet

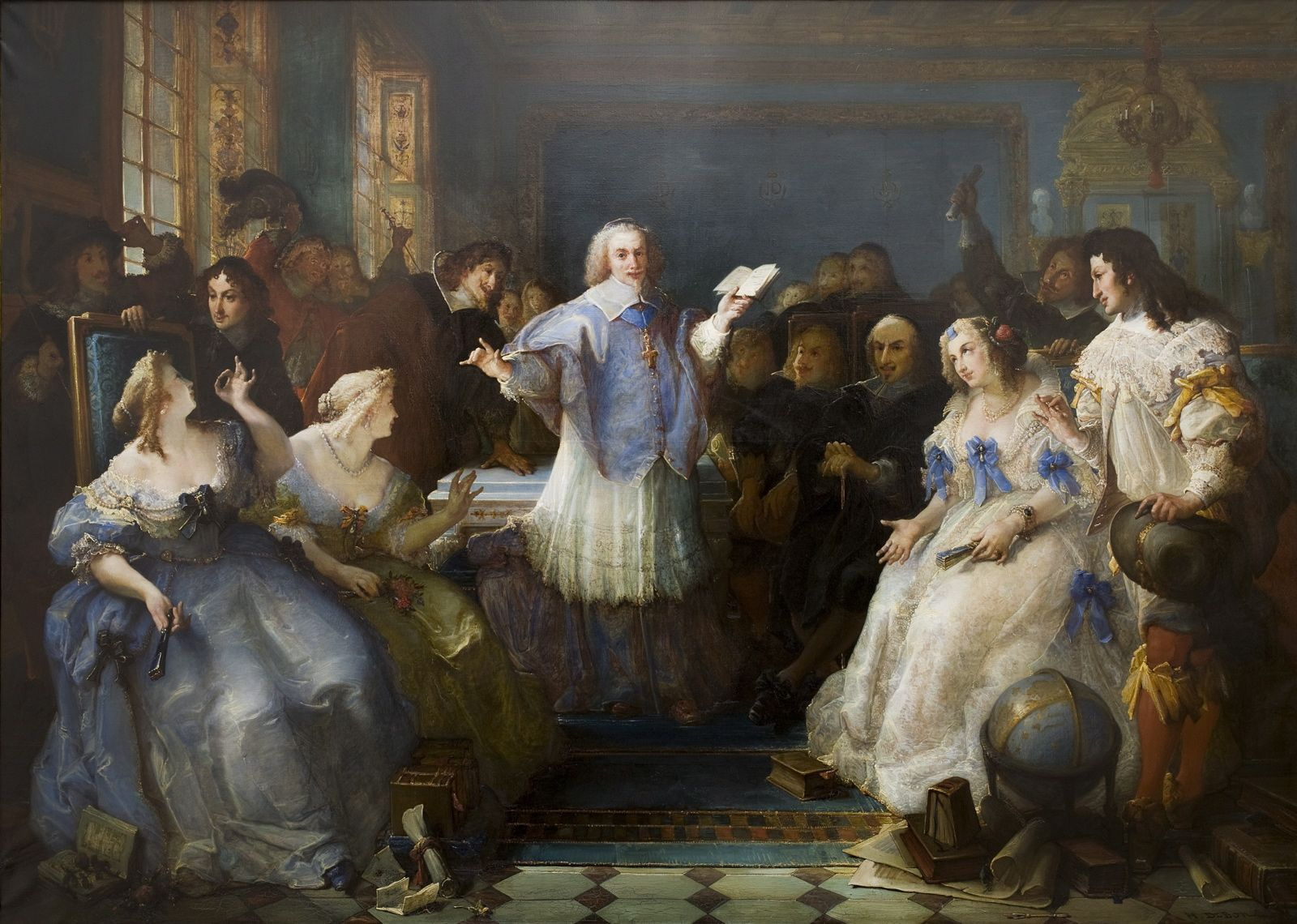
Hotel de Rambouillet, Francois Hippolyte Debon

L'hôtel de Rambouillet prende nome dalla marchesa Catherine de Vivonne de Rambouillet, figlia di un'italiana appartenente alla famiglia Savelli e del diplomatico francese, anch'egli di origine italiana, marchese de Pisani, la quale vi tenne un salotto letterario dal 1607 fino alla morte, nel 1665.
Un tempo conosciuto con il nome di Hôtel de Pisani, sorgeva vicino al Louvre, al posto dell'attuale Palais-Royal.
Il salotto di Catherine de Vivonne, «l'incomparabile Arthénice» (anagramma di Catherine), una delle personalità femminili più notevoli del tempo, fu particolarmente brillante.
Caterina non esitò a fare ricostruire l'hôtel dal padre su un progetto da lei stessa predisposto, che prevedeva, secondo lo stile italiano, un'infilata di sale comunicanti.
Nella sua camera blu – altra novità introdotta da Catherine de Vivonne, in un'epoca in cui le stanze erano tinteggiate solo di rosso o rossiccio – «Arthénice» riceveva sdraiata a letto, come normalmente si riceveva nel XVII secolo, i brillanti spiriti del tempo, come il cavalier Marino  , famoso poeta, letterati e grandi personalità come Richelieu, Malherbe, Vaugelas, Guez de Balzac, Racan, Maynard e Voiture.
«Si parla saggiamente ma ragionevolmente e non c'è altro posto al mondo dove vi sia più buon senso e meno galanteria» scrisse Chapelain dell'hôtel de Rambouillet.
Questo mondo giovanile e allegro dove i balli e le piacevolezze si succedono, i legami amorosi s'intrecciano e si disfano, non fu una società di pedanti e i divertimenti vi prendevano volentieri un aspetto intellettuale.
Il Preziosismo che nacque in questi salotti fu più una forma di modernità e di femminismo  che di pedanteria, dove germinava lo spirito delle dame dell'aristocrazia: durerà una trentina d'anni.
Proprio dall'hôtel de Rambouillet usciranno le dame che si impegneranno attivamente nella Fronda, tanto da essere qualificate come Amazzoni.
Benché Molière abbia preso in giro i frequentatori di quei salotti, è innegabile che l'hôtel de Rambouillet abbia svolto un ruolo monumentale nella genesi del moderno romanzo francese.
Alla de Vivonne succederà Madeleine de Scudéry, anche se lo Chapelain, che ha lasciato delle descrizioni di quei tempi, non avrà per lei le stesse parole di ammirazione riservate a madame de Rambouillet.